# تقسيم الصلب

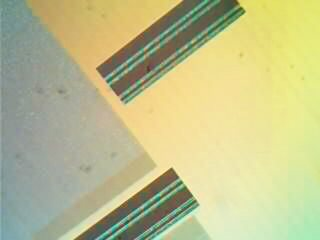
وتأسس هذه المستطيلات تقسيم صلب، بمشغل مستحدث لقرصي DVD و RAM.

التقسيم الصلب وينتج في جهاز تخزين البيانات المغناطيسي أو الضوئي، فإنه نمط من التقسيم يستعمل إشارة فيزيائية أو ثقب في وسط التسجيل للإحالة إلى مواقع القطاع.

## نبذة
في الأقراص المرنة التي تبلغ 8 و51⁄4 إنش، التي تنفذ القطاع الصلب عن طريق عمل ثقوب في قطاع القرص لتمييز بداية كل قطاع، أمست ثقوباً متباعدة بالتساوي في نصف قطر مشترك بالإضافة إلى ثقب Index الذي يقع بين ثُقبي القطاع، لتمييز بداية المسار الكلي للقطاع، إذ تم التعرف بثقب Index أو القطاع عن طريق المستشعر الضوئي لخلق إشارة مؤشر، وإن قراءة البيانات وكتابتها في هذه التقنية أسرع من القطاع الناعم بحيث لايتم إجراء أي عمليات بخصوص نقطتي البداية والنهاية للمسارات. 

## صيغ التخزين باستخدام القطاع الصلب
- 32  قرص مرناً بمقاس 8 إنش.
- 10  أقراص مرنة و 16 قطاع بمقاس 51⁄4 إنش.
- والعديد من الأشكال المغناطيسية الضوئية
- دي في دي والرام.